# 2026年冬季奥林匹克运动会黎巴嫩代表团
2026年冬季奥林匹克运动会黎巴嫩代表团是黎巴嫩所派出的第25届冬季奥林匹克运动会代表团。这是该国第十九次参加冬季奥运。

## 高山滑雪
黎巴嫩迄今已有一名女子高山滑雪运动员通过基本配额认证。